# الدوري التشيكوسلوفاكي 1960–61
الدوري التشيكوسلوفاكي 1960–61 هو الموسم 54 من الدوري التشيكوسلوفاكي ‏. أشرف على تنظيمه اتحاد جمهورية التشيك لكرة القدم، وكان عدد الأندية المشاركة فيه 14، وفاز فيه دوكلا براغ.